# Parní slovotvorný stroj
Parní slovotvorný stroj (anglicky „The Steam-Powered Word Processor“) je krátká sci-fi povídka britského spisovatele Arthura C. Clarka z roku 1986. Povídka pojatá jako satirická esej pojednává o vynálezu jistého vikáře Charlese Cabbage (odkaz na anglického matematika a vynálezce Charlese Babbage).
Česky vyšla povídka ve sbírce Směr času (Polaris, 2002) v překladu Josefa Hořejšího.

## Příběh
Předmluva
V předmluvě pisatel předznamenává nová fakta o významném, leč již téměř zapomenutém vynálezci Charlesi Cabbage, která objevil po letech vyčerpávajícího pátrání.
Článek
Ačkoli byla rodina Cabbagů zámožná (v roce 1800 byla nejbohatší rodinou v Sussexu a někteří tvrdí, že v celé Anglii), Charles byl nejmladší z jedenácti dětí a tudíž nebyla velká pravděpodobnost, že zdědí větší část. Než dosáhl věku 30 let, všech jeho 10 sourozenců zemřelo při různých nehodách a neštěstích. Určitý vliv na tyto tragédie měla jeho sbírka zbraní, orientálních jedů a jedovatých plazů.
Co se týče motivu reverenda Cabbage zkonstruovat složitý Slovní stav, tento osvětlila korespondence mezi ním a Faradayem. Reverend cítil odpor ke své povinnosti vést každý týden zdlouhavou dvouhodinovou mši v podstatě na stejné téma. Cabbage se pouští do konstrukce, přičemž se dopouští prvního omylu – opomíjí elektrickou energii. Hodlá využít soustavu trubic, ventilů a čerpadel pohánějících varhany v kostele. K pohonu je třeba veškeré energie výkonné parní mlátičky. Stav operuje pomocí děrných kartiček, což sebou nese gigantický úkol umístit na kartičky nejen celou Bibli, ale i kompletní Crudenovu konkordanci.
Úsilí reverenda Cabbage nezůstává nepovšimnuto a z vyšších míst si na ně posvítí arcibiskup z Canterbury. Když zjistí, že varhany nebudou schopny dlouhou dobu sloužit svému účelu, jeho pobouření nezná mezí. Káže rozebrat parní slovotvorný stroj, jinak očekává vikářovu rezignaci. Nadto se bude muset kostel znovu vysvětit. Zoufalý reverend učiní poslední zkoušku, při níž stroj exploduje.
Reverend opouští církev, ženu a třináct dětí a uprchne do Austrálie. Jeho jméno je vyloučeno ze slušné společnosti.
Doslov
Britské muzeum vlastní jeden výtisk Kázání v páře, o němž jeho rodina dlouho tvrdila, že byl vytištěn na jeho Slovním stavu. Není možno určit, zda se jedná o originál či podvrh. Nicméně Charles Cabbage se při příznivějších okolnotech mohl zařadit po bok takových technických géniů jako James Watt, George Stephenson nebo Isambard Kingdom Brunel.